# 侯赛因·萨韦·谢姆沙基
侯赛因·萨韦·谢姆沙基（波斯語：‎，1985年8月5日—）是一位来自伊朗的高山滑雪运动员。他曾在2010年溫哥華冬奥会上获得回转第41名。
他曾經是2014年冬季奥林匹克运动会、2017年亞洲冬季運動會、2022年北京冬奥会的伊朗旗手。
侯赛因·萨韦·谢姆沙基在2015年亚洲高山滑雪锦标赛上获得回转金牌和大回转银牌，創下伊朗紀錄 。
2022年2月，侯赛因·萨韦·谢姆沙基成为首位在2022年北京冬奥会上兴奋剂检测呈阳性的运动员，他因此被停賽。